# Шмаринов, Алексей Дементьевич
Алексей Дементьевич Шмаринов (4 апреля 1933, Москва — 9 июня 2023) — советский, российский художник-график, иллюстратор, академик Российской академии художеств (1995). Народный художник Российской Федерации (1993). Лауреат Государственной премии РСФСР имени И. Е. Репина (1989).

## Биография
Родился в семье художника-графика Дементия Алексеевича Шмаринова.
С отличием окончил в 1958 году факультет живописи Московского художественного института имени В. И. Сурикова (мастерская Петра Покаржевского).
Супруга — актриса Карина Шмаринова (1937—2012).
Скончался 9 июня 2023 года. Похоронен на Ваганьковском кладбище .

## Творчество и карьера
Являлся художником и составителем, автором серии фундаментальных исторических сборников «Рассказы русских летописей и воинские повести XIV—XVI веков» («Кто с мечом», 1973, 1975; «На поле Куликовом», 1980; «Россия героическая», 1988).
Участник выставок с 1955 года. Персональные выставки Шмаринова в Берлине, Штраубинге, Ландсхуте, Пассау, Висбадене, Франкфурте, Мюнхене, Праге, Вене, Париже, Атланте, Аликанте, Аддис-Абебе, Бейруте, Багдаде, Дамаске. Работы художника находятся в собраниях Государственной Третьяковской галереи, Государственного Русского музея, Государственного музея изобразительных искусств имени А. С. Пушкина, в других крупнейших музеях России, в ряде музеев и частных собраниях стран СНГ, Германии, Франции, США, Австрии, Японии, Италии, Норвегии.
Самой масштабной серией работ считается «Россия — любовь моя» (более 160 полотен) включает серии «Герои русского народа XIII-XV веков» (линогравюра, 1968-1969), «Задонщина» (1977-1978, офорт), «на поле куликовом» (1978-1979, цветной офорт), «куликовская битва» (1979-1980, цветная литография), и многие другие. Данная серия неоднократно являлась участником отечественных и зарубежных выставок. 
В 1989 году удостоен звания Лауреата Государственной премии РСФСР им. И.Е. Репина за иллюстрации и художественное оформление книг «Кто с мечом», «На поле Куликовом», «Россия героическая».
С 1997 года руководил творческой мастерской графики Российской академии художеств. Как член Президиума Российской академии художеств курировал Московский академический художественный лицей.
С 2022 года Шмаринов являлся руководителем выставочно-образовательных проектов «Российская академия художеств. Алексей Шмаринов и ученики» в Музее-заповеднике «Абрамцево» и «Искусство графической серии» в Выставочном комплексе Московской центральной художественной школы.

## Награды
- Орден «За заслуги перед Отечеством» IV степени (26 марта 2008 года) — за большой вклад в развитие отечественного изобразительного искусства, многолетнюю творческую и общественную деятельность[6].
- Орден Почёта (17 июня 1999 года) — за заслуги перед государством, большой вклад в укрепление дружбы и сотрудничества между народами, многолетнюю плодотворную деятельность в области культуры и искусства[7].
- Орден Дружбы (19 октября 2013 года) — за большой вклад в развитие отечественной культуры и искусства, телерадиовещания и многолетнюю плодотворную деятельность[8]
- Народный художник Российской Федерации (18 декабря 1993 года) — за большие заслуги в  области изобразительного искусства[9].
- Заслуженный деятель искусств РСФСР (6 августа 1982 года) — за заслуги в области советского изобразительного искусства[10].
- Государственная премия РСФСР имени И. Е. Репина (1989) —  за иллюстрации и художественное оформление книг «Кто с мечом», «На поле Куликовом», «Россия героическая».
- Почётная грамота Президента Российской Федерации (30 мая 2018 года) — за заслуги в развитии отечественной культуры и искусства, многолетнюю плодотворную деятельность[11]
- Благодарность Президента Российской Федерации (4 апреля 2003 года) — за большие заслуги в развитии отечественного изобразительного искусства[12].
- Орден Преподобного Сергия Радонежского III степени (2000).

## Сочинения
- Шмаринов А. Д. Абрамцево-судьба моя. — СПб., 2013 — 320 с. ISBN 978-5-91419-849-4